# Кольмарська операція
Кольмарська операція (фр. Poche de Colmar; нім. Brückenkopf Elsass; 20 січня — 9 лютого 1945) — стратегічна наступальна операція військ США та Франції проти німецької армії в ході Другої світової війни з метою ліквідації оточеного в районі Кольмара німецького угруповання.

## Передісторія
В результаті Ельзасько-Лотарингської операції в оточення потрапила 19-та німецька армія — Кольмарський «мішок».
Задум операції по ліквідації «мішка» полягав у тому, щоб, використовуючи охоплююче положення, завдати удари на північних та південних фасах виступу, розгромити німців і вийти на Рейн. 1-й корпус 1-ї французької армії в складі 4 дивізій повинен був наступати від Мюлуза в загальному напрямі на Брейзах, а 2-й корпус (3 піхотні та бронетанкова) мав завдання наступати з району 20 км північніше Кольмара, щоб обійти його з півночі і сходу і вийти на Рейн на північ від Брейзаха.

## Розстановка сил

### Союзники
- 6-та група армій (Джейкоб Деверс)
  - 7-ма американська армія (Александр Патч)
  - 1-ша французька армія (Жан Марі де Латр де Тассіньї)

### Німеччина
- 19-та німецька армія (Герман Ферч)

## Хід операцій
20 січня 1-й французький корпус розпочав наступ з району Мюлуза в північному напрямку. Несучи значні втрати, він зміг пройти всього-навсього в глибину 4-5 км. 22 січня перейшов у наступ 20-й французький корпус, проте також не добився бажаного успіху.
Тоді Д. Ейзенхауер посилив 1-шу французьку армію американським корпусом в складі 3 піхотних і бронетанкових дивізій. 29 січня цей корпус перейшов у наступ. Після кількох діб запеклих боїв опір противника було, нарешті, подолано. 3 лютого американські війська зайняли Кольмар, а два дні потому вони з'єднались з 1-м французьким корпусом. Залишки 4 німецьких дивізій були оточені і полонені, інша половина угруповання, маючи значні втрати, відійшла на правий берег Рейна. До 9 лютого кольмарський «мішок» був ліквідований.

## Підсумки
6-та група армій вийшла на Рейн на ділянці від швейцарського кордону до району північніше Страсбурга, і форсувала річку в кінці березня.
Далі в квітні вона наступала по південній частині Німеччини, Австрії через Альпи.
4 травня 1945 року американська 103-тя піхотна дивізія 7-ї американської армії з 6-ї групи армій — перейшла через Альпи на Бреннерському перевалі і зустрілась з наступаючою з півдня американською 88-ю піхотною дивізією 5-ї американської армії з 15-ї групи армій союзників в Північній Італії